# София фон Брауншвайг-Волфенбютел
София фон Брауншвайг-Люнебург-Волфенбютел (на немски: Sophie von Braunschweig; Sophia von Braunschweig-Lüneburg-Wolfenbuttel; * ок. 1358; † 28 май 1416) от род Велфи (клон Стар Дом Брауншвайг), е принцеса от Брауншвайг-Люнебург и Волфенбютел и чрез женитба херцогиня на Саксония-Лауенбург (1373 – 1411).

## Произход
Дъщеря е на херцог Магнус II фон Брауншвайг-Люнебург († 1373) и съпругата му принцеса Катарина фон Анхалт-Бернбург († 1390), дъщеря на княз Бернхард III († 1348) и Агнес фон Саксония-Витенберг († 1338).

## Фамилия
София фон Брауншвайг-Волфенбютел се омъжва на 8 април 1373 г. за херцог Ерих IV фон Саксония-Лауенбург (1354 – 1411), ерцмаршал на Свещената Римска империя, от род Аскани, единственият син на херцог Ерих II († 1368) и Агнес фон Холщайн († 1386). Двамата имат 10 деца:
- Ерих V († края на 1435 г.), херцог на Саксония-Лауенбург
- Йохан IV († 1414), херцог на Саксония-Лауенбург, съ-регент с Ерих V
- Албрехт († 1421), домхер в Хилдесхайм
- Магнус († 1452), епископ на Хилдесхайм и Камин
- Бернхард II († 1463), херцог на Саксония-Лауенбург
- Ото († пр. 1431)
- Агнес († пр. 1415), омъжена за граф Албрехт II от Холщайн († 1403)
- Агнес († ок. 1435), омъжена за херцог Вартислав VIII от Померания (1373 – 1415)
- Катарина († ок. 1448), омъжена 1. за княз Йохан VII от Верле († 1414), 2. за херцог Йохан IV от Мекленбург († 1422)
- София († 1462), омъжена за херцог Вартислав IX от Померания († 1457)